# Зографско четвероевангелие
Зографското четвероевангелие или Зографско глаголическо евангелие (на латински: Codex Zographensis) е средновековен български ръкопис на четирите евангелия. То е една от най-ранните запазени книги на старобългарски език: според учените датира от втората половина на Х или от XI в. Произхожда вероятно от Южна България.

## История
Πрез 1843 г. архимандрит Порфирий Успенски открива ръкописа в Зографския манастир, където на следващата година го изследва Виктор Григорович. През 1860 г. зографските монаси подаряват евангелието на руския император Александър II. Днес то се пази в Руската национална библиотека под сигнатура Глаг. 1.

## Писмо и украса
Четвероевангелието е писано с обла глаголица и съдържа 304 пергаментови листа (вкл. по-късна кирилска притурка на л. 289 – 304). Украсено е с цветни плетенични заставки и заглавни букви. Може да е съдържало и сега изчезнали изображения на четиримата евангелисти Матей, Марко, Лука и Йоан. На някои празни места в по-късно време са добавени несръчни рисунки на човешки фигури и животни.

## Издания
- Jagić, V. Quattuor evangeliorum codex glagoliticus, olim Zographensis, nunc Petropolitanus. Berolini, 1879.

## Изследвания
- Moszyński, L. Język Kodeksu Zografskiego. T.1 – 2. Wrocław, 1975 – 1990
- „Из историята на Зографското глаголическо четвероевангелие“, статия от Антон Попстоилов публикувана в сп. „Българска сбирка“, год. XIII, книжка IX, София, 1 ноември 1906 година